# Bagaceratops
Bagaceratops é um gênero de dinossauro herbívoro e quadrúpede que viveu durante a primeira metade do período Cretáceo. Media em torno de 1 metro de comprimento, 0,3 metros de altura e pesava cerca de 4 quilogramas (Sendo um dos dinossauros mais pequenos que já existiu).
O Bagaceratops viveu na Ásia e seus fósseis foram descobertos no Deserto de Gobi, na Mongólia. Era um ceratopsiano pequeno e primitivo, um dos menores de sua ordem.